# Legenye
Legenye (szlovákul: Luhyňa) község Szlovákiában, a Kassai kerület Tőketerebesi járásában.

## Fekvése
Tőketerebestől 17 km-re délnyugatra, a Ronyva-patak bal partján, a magyar határ mellett fekszik.

## Története
A régészeti leletek tanúsága szerint területén már a bronzkorban is éltek emberek.
A mai települést 1263-ban „Legene” alakban említik először. 1358-ban „Legenye”, 1454-ben „Naghlegenye”, 1466-ban „Felsew Legenye” néven szerepel a korabeli forrásokban. 1263-ban nemesi birtok. 1680-ban Keczer Menyhért kétemeletes kő udvarházát említik itt. A 19. században az Andrássyak a birtokosai. 1715-ben 16 lakatlan és 3 lakott háza volt. 1787-ben 119 házában 685 lakos élt.
A 18. század végén Vályi András így ír róla: „LEGENYE. Elegyes falu Zemplén Várm. földes Ura Pintér, és több Uraságok, lakosai külömbfélék, fekszik Mihályi, N. Toronyának is szomszédságában, hegyes, és térséges határja három nyomásbéli, földgye fekete, és sárga nyirok, gabonát, árpát terem, erdeje igen tsekély, szőleje nints, piatza Kassán, és Újhelyben.”
1828-ban 99 házát és 742-en lakták, akik főként mezőgazdaságból éltek.
Fényes Elek 1851-ben kiadott geográfiai szótárában így ír a faluról: „Legenye, magyar-tót falu, Zemplén vmegyében, Velejtéhez délre 1/2 órányira: 158 r. 38 g. kath., 322 ref., 93 zsidó lak. Ref. anyaekklésia. 712 hold szántóföld. F. u. többen.”
Borovszky monográfiasorozatának Zemplén vármegyét tárgyaló része szerint: „Legenye, magyar kisközség, nem messze Sátoraljaújhelytől, 107 házzal és 492, nagyobb részben ev. ref. vallású lakossal. Postája, távírója és vasúti állomása Legenyemihályi. Hajdan Alsó, Felső, Kis és Nagy jelzőkkel két község volt, de ezenkivül Legenye alakban is szerepelt. Innen vette nevét az ősi Legenyey család, mely 1263-ban kir. adományt kapott e birtokra. 1403-ban Myzlai Bertalant és Ronyvai Pétert, 1411-ben Csalmai Erzsébetet és egy évvel később Tolcsvai Dávidot iktatják be egyes részekbe. 1416-ban a Legenyei Csontos család merül fel s ugyanez 1456-ban a Perényieknek ad el némely telkeket. 1427-ben Redmeczi Ilonát iktatják egyes részeibe. 1447-ben Makó Jakab is birtokosa s 1493-ig a Makó és a Perényi család osztoznak birtokán. Ekkortájt Daróczi István, 1497-ben pedig Kisfaludi Miklós és a Legenyei Fakó család is birtokosává válik. 1524-ben Possay Miklóst, 1548-ban Bejczy Gergelyt, Mucsey Pált és Geörbedy Lászlót iktatják be s ezidőtájt a Legenyei Possayak is birtokosai. 1551-ben Soklyósy István és Széchenyi Ferencz, 1553-ban Zajthany István és Sutha Pál is birtokhoz jutnak itt. Az 1598-iki összeírás csak Possay Miklóst és Zsigmondot, Daróczy Mihályt, Abaffy Jánost és Zákány Istvánt említi. 1601-ben Farkas Andrást, 1654-ben Keczer Sándort iktatják be, a Possayak része meg női ágon a Semseyekre, Lónyayakra és Wiczmándyakra száll. 1720-ban III. Károly Legenyei Pintér Mártonnak ad itt kir. adományt, melybe a leleszi káptalan két évvel később iktatja. Az újabb korban a Pintér, Olchváry, Wiczmándy, Bodnár, Kigyósy, Pothurnay, Nagy, Dobos és Trombitás családok a földesurai. Ezidőszerint Dókus Ernőnek van itt nagyobb birtoka és csinos kastélya, melyet még a Pintér család, illetőleg a vármegye építtetett Pintér Márton akkori követének, ki az építkezést megkezdte s e miatt követséget vállalni nem akart; de midőn az építkezést a vármegye magára vállalta, elfogadta a követséget. A községbeli ev. ref. templom a mult század elején épült. Az egyház egy 1772-ből való aranyozott kelyhet őriz. Ide tartozott Szentandráska-tanya is, a hol szent Andrásnak szentelt kápolna állott.”
1920-ig Zemplén vármegye Sátoraljaújhelyi járásához tartozott. 1938 és 1944 között újra Magyarország része.

## Népessége
| Év:            | 1994. | 2004.    | 2014. | 2024.   |
| -------------- | ----- | -------- | ----- | ------- |
| Emberek száma: | 351   | 313      | 313   | 294     |
| Eltérés:       |       | -10,82 % | +0 %  | -6,07 % |

| Év:            | 2023. | 2024.   |
| -------------- | ----- | ------- |
| Emberek száma: | 301   | 294     |
| Eltérés:       |       | -2,32 % |

1910-ben 473-an, túlnyomórészt magyarok lakták.
2001-ben 326 lakosából 321 szlovák volt.
2011-ben 327 lakosából 258 szlovák.

## Nevezetességei
A Nagyboldogasszony tiszteletére szentelt, római katolikus temploma.

## Híres emberek
- Itt született 1838. január 22-én Fejes István egyházi író, költő, műfordító, a Tiszáninneni Református Egyházkerület püspöke.
- Itt született 1926. augusztus 2-án Kovács Béla szobrász, éremművész, művészettörténész.